# Disforia tardiva
La Disforia tardiva è una patologia iatrogena caratterizzata da stati di depressione ed ansia che emergono a seguito di un trattamento prolungato con alcuni farmaci.
Il termine è stato introdotto nel 1994 per distinguere il fenomeno della tachifilassi (perdita di efficacia nel tempo) degli antidepressivi, dall'insorgenza ritardata di forme di depressione cronica e resistente al trattamento farmacologico a cui si diede appunto il nome di disforia tardiva.
Tale patologia deve essere perciò distinta sia dai disturbi psichiatrici dovuti all'effetto collaterale diretto di alcuni farmaci, sia dalle forme di depressione resistente al trattamento farmacologico che dalle ricadute depressive.
Questa condizione, descritta principalmente a seguito del trattamento con antidepressivi (in particolare gli SSRI) ma rilevabile anche a seguito della somministrazione cronica di altri farmaci, non è stata ancora ben studiata e delineata.

## Differenze tra tachifilassi e disforia tardiva
Il fenomeno della tachifilassi è descritto come una progressiva diminuzione della risposta terapeutica ad un trattamento farmacologico o fisiologico somministrato cronicamente ad un dato dosaggio inizialmente efficace e che può rispondere ad un aumento della dose somministrata. La tachifilassi è un fenomeno molto preoccupante nel campo del trattamento antidepressivo: degli studi hanno mostrato che, in media, il 23% dei pazienti inizialmente responder al trattamento farmacologico diventano resistenti entro 1 anno, il 34% entro 2 anni ed il 43% entro 3 anni. Tuttavia secondo i risultati di uno studio oltre il 70% di questi pazienti rispondono ad un seguente aumento della dose del farmaco  anche se altri studi giungono a risultati opposti (interessantemente l'aggiunta della psicoterapia al posto dell'aumento del dosaggio del farmaco sembrerebbe più efficace nel controllare i sintomi).
La disforia tardiva è invece descritta come un processo di tolleranza opposta in cui dei pazienti inizialmente rispondenti al trattamento (e sottoposti a tale sia per ansia che depressione) a seguito della somministrazione continuata del farmaco antidepressivo sviluppano delle forme depressive ricorrenti e croniche che non rispondono ad un aumento della dose ma possono migliorare con la diminuzione o interruzione del trattamento. Ciò pone problemi nella diagnosi del fenomeno, che può non venire riconosciuto ed anzi confuso come un aggravamento della patologia trattata e che pootrebbe quindi venire inadeguatamente trattato aumentando la dose del farmaco.

## Cause
Le cause della disforia tardiva non sono state ancora identificate. Delle ipotesi sono state elaborate per lo più sulla base delle osservazioni condotte negli studi su animali ma non è chiaro quanto queste siano traslabili all'essere umano.
La disforia tardiva è descritta come un processo di maladattamento cerebrale, causato dalla somministrazione cronica di una sostanza, che porta a delle alterazioni compensatorie di alcuni meccanismi biologici che causano il disturbo disforico. È perciò il risultato di una alterazione in senso negativo del funzionamento del sistema nervoso centrale causato dalla sostanza psicoattiva.
Nel caso della patologia indotta da farmaci antidepressivi inibitori del reuptake della serotonina, diverse alterazioni del funzionamento e della struttura cerebrale sono state rilevate nel corso del trattamento antidepressivo che potrebbero sottendere allo sviluppo della patologia. Tuttavia come e quanto queste alterazioni possano contribuire non è chiaro.